# Ford Windstar
La Ford Windstar es una minivan que fue producida y vendida por Ford Motor Company de 1994 a 2003. Es tracción delantera, siendo el segundo diseñado de la empresa en este tipo de camionetas, sustituyó a la Aerostar, sin embargo los dos segmentos salieron a la venta hasta 1997 año en que se detuvo la producción del Aerostar.En el año 2004, la Windstar de tercera generación fue presentada con el nombre Ford Freestar.

## Primera Generación (1994-1998)

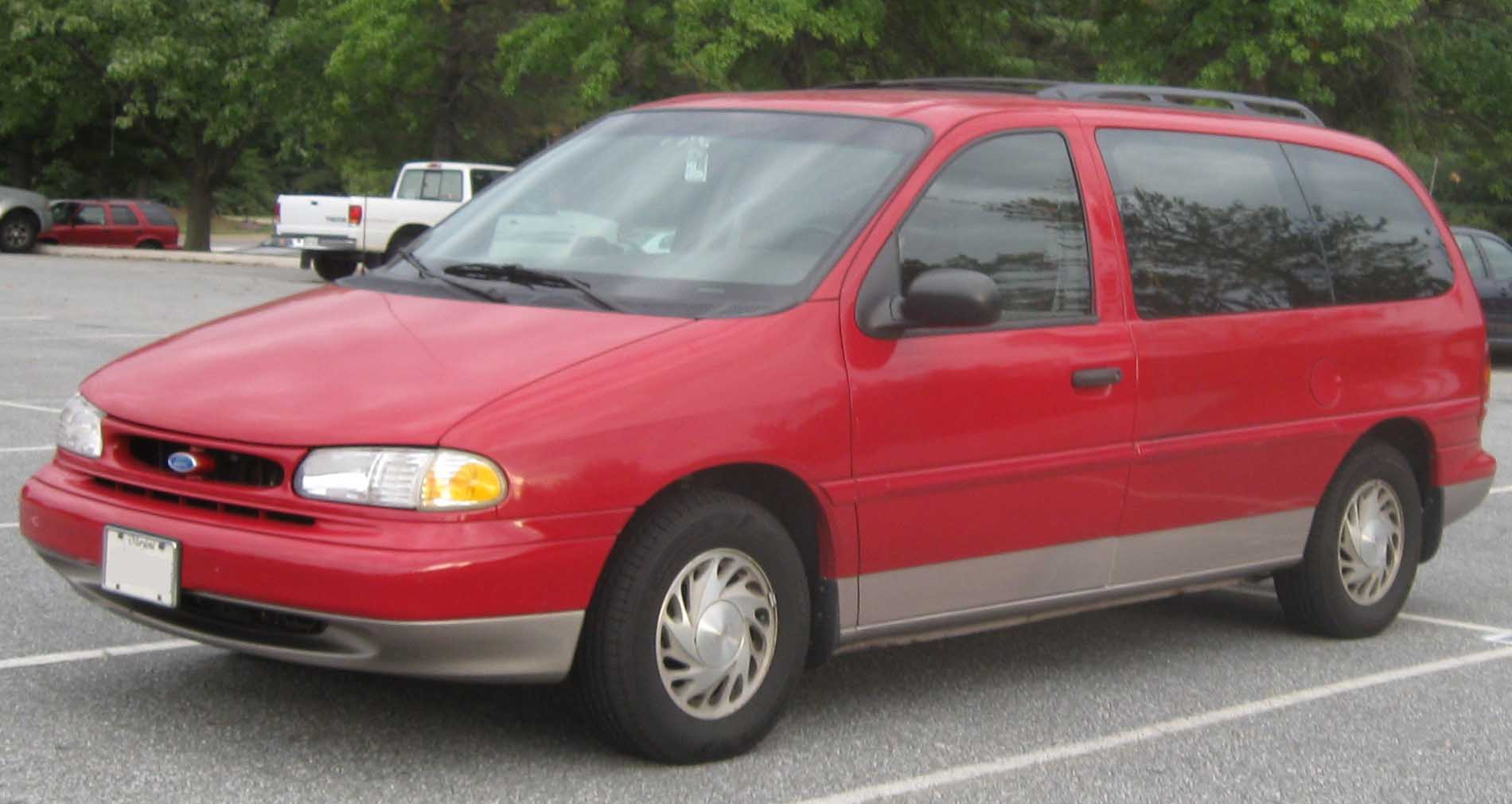

La Windstar fue lanzada en octubre de 1994. Las características estándar en la Windstar eran sistema de frenos antibloqueo, doble bolsa de aire, asientos para siete pasajeros, y un motor 3.8L en V6 Ford Essex, este motor produce 155 caballos de fuerza y 220 libras de torque y hasta 1998 se incluyó un segundo motor a gasolina 3.0L V6 para la versión base, año en el que recibió un pequeño cambio estético frontal. En su año inaugural, el Windstar estaba disponible en la base GL y en acabado de alta calidad LX.

## Segunda Generación (1999-2003)

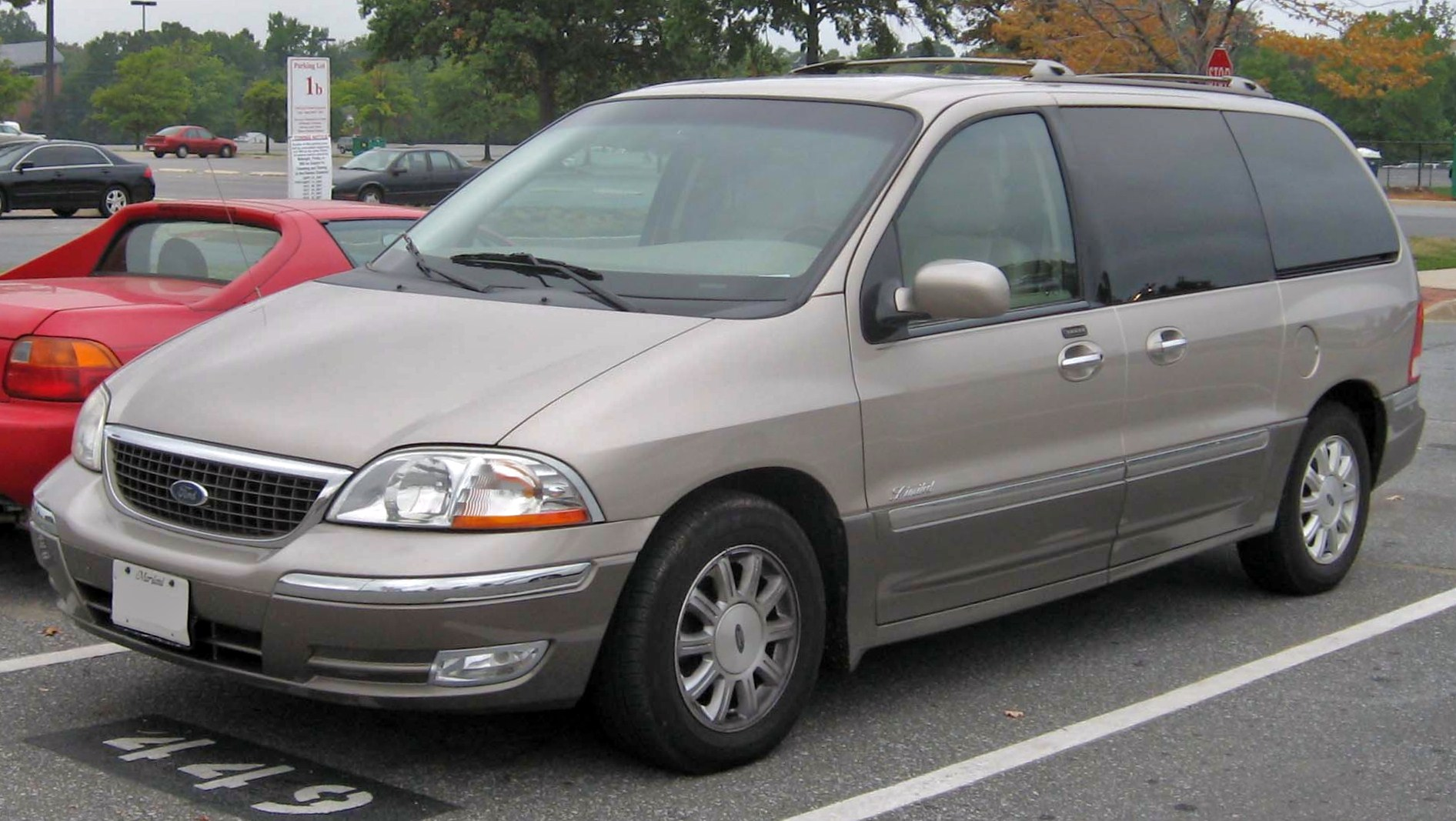

La Windstar fue completamente rediseñada para el modelo 1999, la parte más visible fue la inclusión de dos puertas corredizas. Construida sobre una plataforma dedicada, a diferencia de la anterior generación basada en el Ford Taurus. Entre las nuevas características fueron montadas en los asientos delanteros bolsas de aire laterales, las dos puertas corredizas y sensores traseros para estacionarse. En el modelo 2001 realizaron mínimos cambios estéticos como lo son el volante de dirección, común en todos los vehículos ford en ese año, y la parrilla frontal, también se introdujo una versión tope de línea Limited y una versión en competencia directa de la Dodge Grand Caravan Sport, la Windstar Sport.